# つるはし

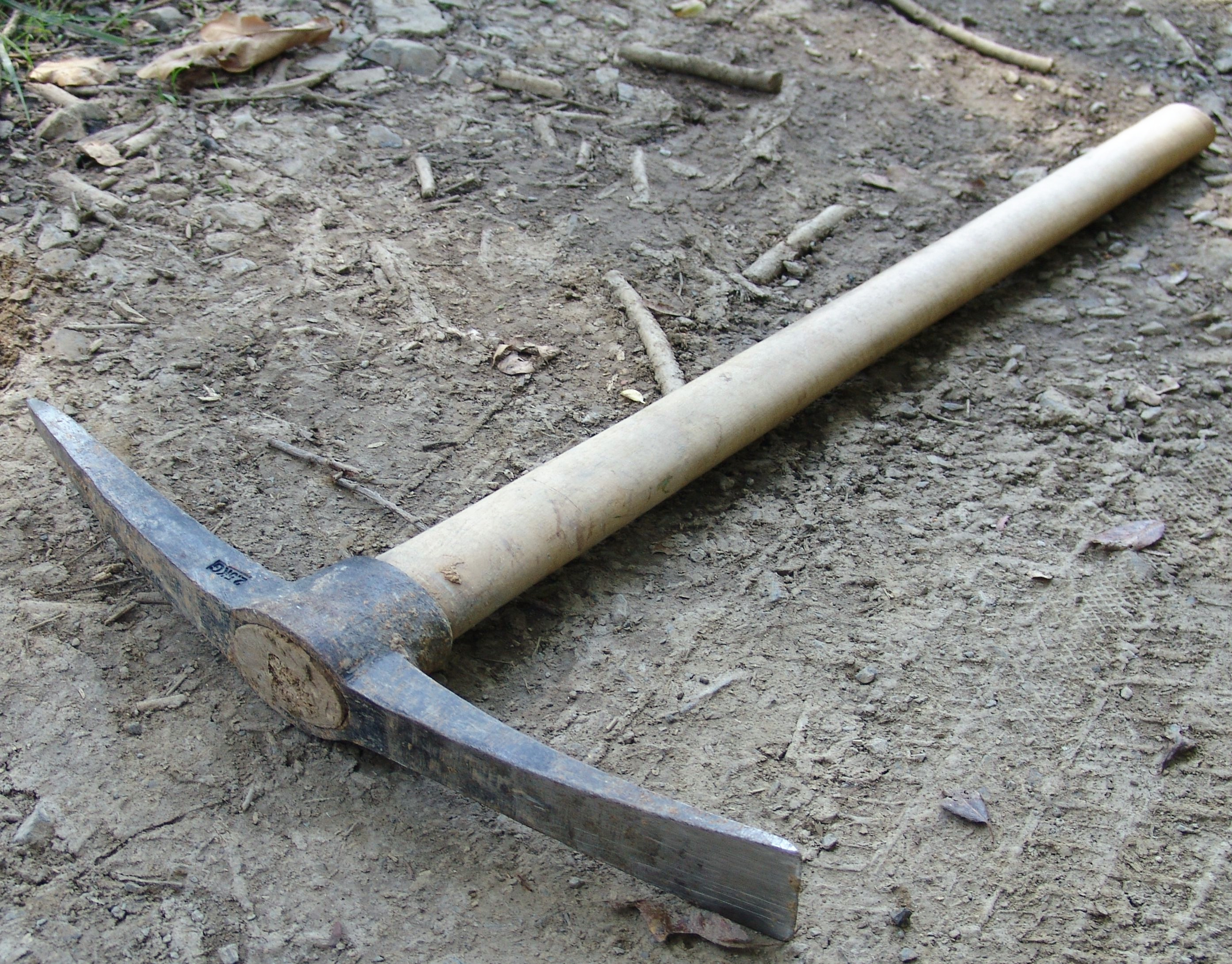
標準的な形状のつるはし（バチツル形式）

つるはし（鶴嘴・ツルハシ）は、先端を尖らせて左右に長く張り出した頭部をハンドル部分に直角に連結した道具。唐鍬の一種である。主に固い地面やアスファルトを砕くために使われる。ピカクス（Pick-axe）と呼ばれる。

## 概要
ピッケルに似た形をした大型工具で、尖った頭部が鶴の嘴（くちばし）に似ているため、つるはし（鶴嘴）と呼ばれる。旧日本陸軍や自衛隊では十字鍬と呼称する。
頭部はほとんどのものが金属製で、ハンドル部分は金属製か木製であることが多い。日本で一般に市販されているものは頭部が赤く塗装されたものが多い。

## 日本におけるつるはし
日本では大蔵永常の『農具便利論』に「木起こし」として紹介されている。今日、日本では多くが土木工事のため用いられる。
頭部の張り出しが片側にしかない形状のものは片鶴嘴（かたつるはし）と呼ばれる。
頭部の一方が尖っており他の一方が平刃のものは鉄道鶴嘴（てつどうつるはし）と呼ぶ。張り出し部の先広がりの形状が三味線のバチに似ているところからバチツルとも呼ばれる。鉄道鶴嘴は西洋から伝来したものとされる。
鉄道鶴嘴はビーターとも言われる
つるはしの形状等に関するJIS規格はないため、メーカーが異なるとハンドル部分と頭部部分が上手く合わないので注意が必要である。
寒冷地では氷を砕くのに使われ、用途上頭部の一方が斧状になった、よりピッケルに近い形状の商品も販売されている。
林業では、レキが多い場所への植樹（植え付け）に対応するため、唐鍬の反対側にツルを付けたツル付き唐鍬が使用されることがある。